# Neufra
Neufra är en kommun (tyska Gemeinde) i Landkreis Sigmaringen i delstaten Baden-Württemberg i Tyskland. Folkmängden uppgår till cirka 1 900 invånare, på en yta av 28 kvadratkilometer. Kommunen består av ortsdelarna (tyska Ortsteile) Neufra och Freudenweiler.
Kommunen ingår i kommunalförbundet Gammertingen tillsammans med städerna Gammertingen, Hettingen och Veringenstadt.